# Aventurile lui Habarnam și ale prietenilor săi

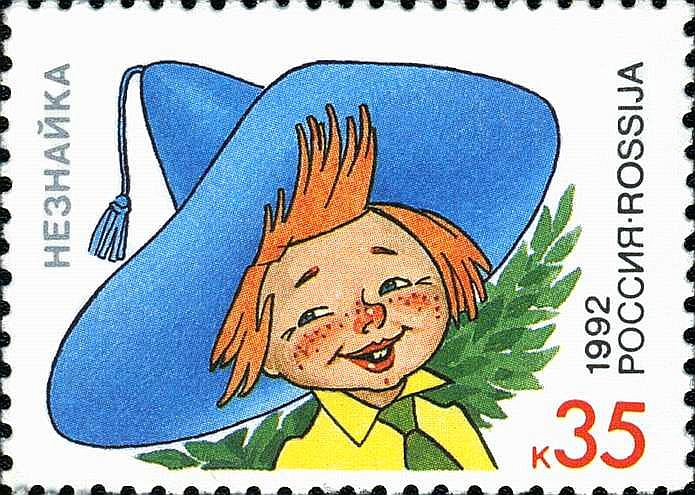
Habarnam

Aventurile lui Habarnam și ale prietenilor săi este un roman pentru copii care îl are ca personaj principal pe Habarnam. A fost scris și publicat de Nikolai Nosov în 1954. Romanul descrie o lume a prichindeilor și aventurile acestora.
Nikolai Nosov a continuat povestea prichindeilor cu romanele Habarnam în Orașul Soarelui (publicat în 1958) și Habarnam pe Lună (publicat în 1965).

## Rezumat
Prichindeii locuiau în Orașul Florilor și erau foarte, foarte mici. Numele lor descria însăși activitatea sau felul de a fi al fiecăruia: muzicianul Guzlă, doctorul Pilulă, vânătorul Glonțișor, pictorul Acuarelă, Zahar Zaharescu, Limonadă, Dondănel, Grăbilă, Tăcutul, precum și prietenul cel mai bun al lui Habarnam, Peticel 
și tot așa. Habarnam era însă renumit pentru că nu știa nimic. Aventurile prichindeilor încep de fapt cu construcția unui balon, sub comanda prichindelului Știetot, cu care vor întreprinde o călătorie deasupra norilor și vor ajunge în orașul prichinduțelor, Orașul Verde.